# Costituzione tunisina del 2014
La Costituzione tunisina del 2014 (in arabo دستور تونس‎?, Dustūr Tūnus) è stata la legge fondamentale dello Stato tunisino fino alla promulgazione della nuova Costituzione nel 2022 e occupava quindi il vertice della gerarchia delle fonti nell'ordinamento giuridico della Repubblica.
In ordine temporale è la terza Carta fondamentale del Paese, dopo la Costituzione tunisina del 1861 e quella del 1959.
Approvata il 26 gennaio 2014 dall'Assemblea costituente, eletta il 23 ottobre 2011 dopo la conclusione della Rivoluzione dei Gelsomini che rovesciò il regime dittatoriale di Zine El-Abidine Ben Ali. È entrata in vigore il 10 febbraio 2014, mettendo fine all'attività esplicata dalla Legge sull'organizzazione provvisoria dei poteri pubblici (Legge costitutiva del 16 dicembre 2011) che aveva organizzato transitoriamente i poteri pubblici dopo la sospensione della Costituzione del 1959.

## Storia
Gli articoli della Costituzione sono stati dibattuti a uno a uno in seduta plenaria nel dicembre 2013 e nel gennaio 2014, nel quadro di confronti tempestosi che ne hanno ritardato l'esame. Il testo finale è stato approvato il 26 gennaio 2014 dall'Assemblea costituente con 200 voti a favore, 12 contrari e 4 astensioni. L'indomani il testo è stato firmato dal Presidente della Repubblica Moncef Marzouki, dal Presidente dell'Assemblea costituente, Mustapha Ben Jaafar, e dal Primo Ministro uscente, Ali Larayedh, nel corso d'una cerimonia nella sede dell'Assemblea.
La Costituzione è stato il frutto d'un compromesso tra il partito islamista Ennahda (che era alla guida del governo) e le forze dell'opposizione. Essa prevede un esecutivo bicefalo, accorda un posto politicamente contenuto all'Islam e, per la prima volta, nella storia giuridica del mondo arabo, introduce la parità uomo-donna nelle assemblee elettive.
Nel settembre 2021 Kaïs Saïed ha annunciato un'imminente riforma della Costituzione 2014.

## Caratteristiche
La Costituzione si compone di un preambolo, che richiama l'origine rivoluzionaria del testo ed esprime i valori su cui si fonda il nuovo ordinamento costituzionale e 149 articoli, organizzati in 10 capitoli.
È una costituzione rigida che non prevede alcun tipo di modifica costituzionale per la forma dello Stato, la durata e il numero dei mandati presidenziali e i diritti dei cittadini.

### Diritti
La Costituzione tunisina garantisce una pluralità di diritti, in particolare l'art. 4 tutela la libertà, la dignità, la giustizia e l'ordine.

### Poteri dello Stato
La Carta costituzionale tutela la separazione dei poteri garantendo, all'art. 102, l'indipendenza della magistratura.

## Adempimento
Alcune organizzazioni della società civile sostengono che "la Costituzione tunisina del gennaio 2014 ha in vigore il principio della totale uguaglianza tra cittadini e cittadine, dunque il diritto all’uguaglianza all’eredità è una richiesta lecita"; insieme con esso, anche le leggi del 2017 contro lo stalking e per consentire il matrimonio extraconfessionale delle donne sono state approvate richiamandosi ai principi di parità di genere consacrati nella Costituzione del 2014.